# Nanny von Escher

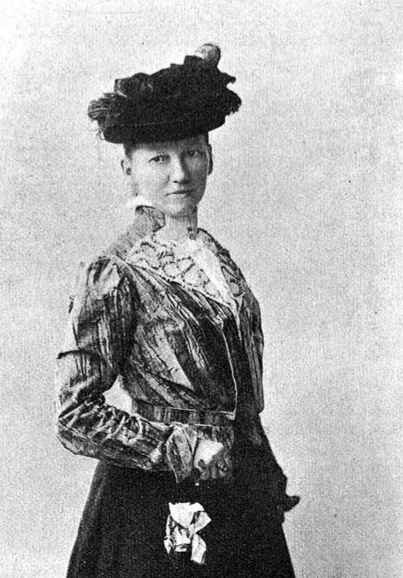
Nanny von Escher

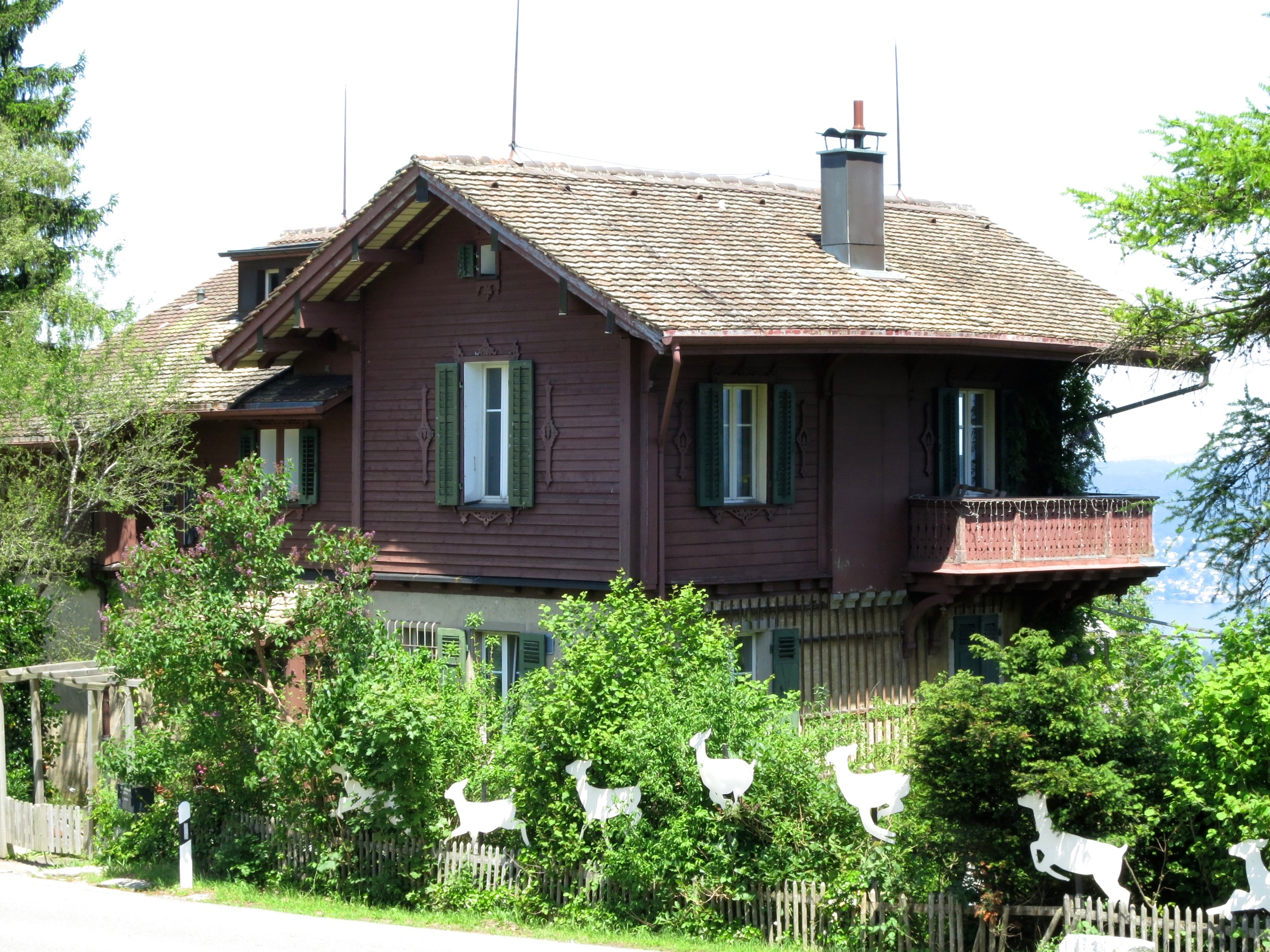
Nanny von Eschers ehemaliges Wohnhaus in Langnau a. A. (Albisstr. 53)

Nanny von Escher eigentlich Anna Elisabeth von Escher (* 4. Mai 1855 in Zürich; † 22. Juli 1932 in Langnau am Albis) war eine Schweizer Schriftstellerin und Rednerin. Sie war die Tochter von Oberst Hans Conrad Escher vom Luchs und Bertha, geb. von Meiss von Teufen. Sie war die dritte von drei Schwestern und die einzige, die unverheiratet blieb. 
1895 veröffentlichte sie ihren ersten Gedichtband. Ihre Werke behandeln meist altzürcherische Themen.
Ihr Chalet in Langnau am Albis wurde in die Liste der Kulturgüter in Langnau am Albis aufgenommen.
Zu ihren Freunden gehörten der Jurist Max Huber und der Zürcher Kunsthistoriker Paul Ganz.
Sie fand ihre letzte Ruhestätte auf dem Zürcher Friedhof Sihlfeld. Der höchste Punkt vom Zürichberg, die Escherhöhe (675 m ü. M.), wurde nach Nanny von Escher benannt.

## Werke (Auswahl)
- mit Eugen Ziegler: Auf Schloss Wülflingen. Ernstes und Heiteres – eine Gelegenheits-Dichtung. Schulthess, Zürich 1908.
- Frau Margaretha. Eine Novelle. Francke, Bern 1917.
- Meine Freunde. [Gedichte.] Schulthess, Zürich 1917 (2. Aufl. 1919).
- Die Streitbaren. Gedichte und Balladen. Zürich 1918. Digitalisat
- Kleinkindleintag: Bilder aus der Untergangszeit der Alten Eidgenossenschaft. Schulthess, Zürich 1920.
- Erinnerungen. Zürich/Leipzig (?) 1924. Digitalisat
- Das Sihltal. Verkehrsverein Sihltal, Sood-Adliswil 1922.